# Sionggang Tengah
Sionggang Tengah is een bestuurslaag in het regentschap Toba Samosir van de provincie Noord-Sumatra, Indonesië. Sionggang Tengah telt 1028 inwoners (volkstelling 2010).